# 中条省平
中条 省平（ちゅうじょう しょうへい、1954年11月23日 - ）は、日本のフランス文学者、映画評論家・研究者。学習院大学文学部フランス語圏文化学科教授・同大学院人文科学研究科身体表象文化学専攻教授（兼任）。研究分野は19世紀のフランス小説（特に暗黒文学）だが、近現代の日本文学・ジャズ・映画・漫画などに造詣が深く、其々の研究・評論活動にも携わる。

## 人物
麻布中学時代に「薔薇の葬列論」を執筆し、映画評論家・松本俊夫の目に止まり、中学生時代から評論家としての活動を始める。
東京大学大学院での指導教授は、フランス文学者・映画批評家でもある蓮實重彦。演劇評論家であり同僚でもあった佐伯隆幸（学習院大学名誉教授）とともに、学習院大学大学院人文科学研究科身体表象文化学専攻の設立を担い、初代専攻長に就任。その前身となった学習院大学表象研究プロジェクトを通じて、アニメーション映画監督として知られた高畑勲（元学習院大学表象研究プロジェクト特別研究員）、トリュフォー研究で知られる映画評論家・山田宏一などとの親交が深い。

## 略歴
神奈川県生まれ。父はマグロ船の元船長であった。
麻布高等学校を経て東京外国語大学英米語学科に入学したが、講義に興味が持てず学業を放棄し3年間在籍の後に不登校が親に発覚して中退した。早稲田大学、上智大学、学習院大学、慶應義塾大学を受験して全て合格し、福永武彦、辻邦生、山崎庸一郎、白井健三郎、豊崎光一といった教授陣の豪華さに惹かれて学習院大学に入学、22歳にしてフランス語を始める。
1981年、学習院大学仏文科卒業。
1984年、フランス政府給費留学生としてパリに滞在。なぜか一人だけ日本寮生館ではなく、アメリカ寮生館に配された、などの逸話がある。
1987年、パリ第十大学第三期文学博士号を取得（専門は、暗黒文学）。
1988年、東京大学大学院人文科学研究科博士課程単位取得退学、学習院大学文学部フランス文学科専任講師となる。
近年は漫画評論にも力を入れており、「週刊文春」連載の漫画論「読んでから死ね! 現代必読マンガ101」では浦沢直樹、しりあがり寿、大島弓子、赤塚不二夫、安達哲、新井英樹、荒木飛呂彦、一條裕子、松本大洋、井上雄彦、古谷実、ねこぢる、皆川亮二らを解説した。
2009年より手塚治虫文化賞選考委員。

## 著書
- 『最後のロマン主義者 - バルベー・ドールヴィイの小説宇宙』（中央公論社） 1992
- 『映画作家論 - リヴェットからホークスまで』（平凡社） 1994
- 『天才教師中条省平の新人賞を獲るための12講 小説家になる!』（メタローグ） 1995、改題『小説の解剖学』（ちくま文庫） 2002
- 『芥川賞・直木賞だって狙える12講 小説家になる! 2』（メタローグ） 2001、改題『小説家になる!』（ちくま文庫） 2006
- 『文章読本 - 文豪に学ぶテクニック講座』（朝日新聞社） 2000、中公文庫 2003
- 『クリント・イーストウッド アメリカ映画史を再生する男』（朝日新聞社） 2001、ちくま文庫 2007
- 『反＝近代文学史』（文藝春秋） 2002、中公文庫 2007
- 『フランス映画史の誘惑』（集英社新書） 2003
- 『中条省平の秘かな愉しみ cinema jazz comics book』（清流出版） 2003
- 『読んでから死ね! 現代必読マンガ101』（文藝春秋） 2003
- 『名刀中条スパパパパン!!!』（春風社） 2003
- 『中条省平は二度死ぬ!』（清流出版） 2004
- 『ただしいジャズ入門』（春風社） 2005
- 『決定版! フランス映画200選』（清流出版） 2007、祥伝社黄金文庫 2023
- 『「パパの品格」なんていらないのだ! 天才バカボン家族論』（講談社） 2008
- 『マンガの教養 読んでおきたい常識・必修の名作100』（幻冬舎新書） 2010
- 『恋愛書簡術 古今東西の文豪に学ぶテクニック講座』（中央公論新社） 2011、中公文庫 2015
- 『マンガの論点 21世紀日本の深層を読む』（幻冬舎新書） 2015
- 『世界一簡単なフランス語の本 すぐに読める、読めれば話せる、話せば解る!』（幻冬舎新書） 2018
- 『人間とは何か 偏愛的フランス文学作家論』（講談社） 2020
- 『カミュ伝』（集英社インターナショナル新書） 2021

### 編著・監修など
- 『三島由紀夫が死んだ日 あの日、何が終り何が始まったのか』（実業之日本社） 2005
- 『続 三島由紀夫が死んだ日 あの日は、どうしていまも生々しいのか』（実業之日本社） 2005
- 『浅草映画研究会』（浅草キッド共著、廣済堂あかつき） 2009
- 『ジョジョの奇妙な名言集』（集英社新書ヴィジュアル版） 2012 - 第1巻解説
- 『1968 (3) 漫画』（四方田犬彦共編、筑摩選書） 2018.5
- 『100分de名著 アルベール・カミュ ペスト 生存をおびやかす不条理』放送テキスト（NHK出版） 2018.6
  - 改訂版『果てしなき不条理との闘い アルベール・カミュ ペスト』（100分de名著・ブックス） 2020.9
- 『表現の冒険 現代マンガ選集』（ちくま文庫） 2020.5

## 翻訳
- 『D・G・ロセッティ』（ジャック・ド・ラングラード、山崎庸一郎共訳、みすず書房） 1990
- 『人喰い鬼のお愉しみ』（ダニエル・ペナック、白水社） 1995、白水Uブックス 2000
- 『いと低きもの 小説・聖フランチェスコの生涯』（クリスティアン・ボバン、平凡社） 1995
- 『ドゥマゴ物語 ある文学カフェの年代記』（オフマルシェ、Bunkamura出版） 1995
- 『すべては消えゆく』（ピエール・マンディアルグ、白水社） 1996、白水Uブックス 2002
- 『ギル・エヴァンス音楽的生涯 ラスベガスタンゴ』（キュニー、径書房） 1996
- 『眠りなき狙撃者』（ジャン・マンシェット、学研） 1997、河出文庫 2014
- 『フェリーニ・オン・フェリーニ』（コスタンツォ・コスタンティーニ編著、中条志穂共訳、キネマ旬報社） 1997
- 『アレクサンドリア』（ダニエル・ロンドー、中条志穂共訳、Bunkamura出版） 1999
- 『フィッツジェラルドの午前三時』（ロジェ・グルニエ、白水社） 1999
- 『ロベルト・スッコ』（パスカル・フロマン、中条志穂共訳、太田出版） 2002
- 『悪魔のような女たち』（バルベー・ドールヴィイ、ちくま文庫） 2005
- 『幸福の花束』（ステファヌ・ブランケ、パロル舎） 2005
- 『マダム・エドワルダ / 目玉の話』（ジョルジュ・バタイユ、光文社古典新訳文庫） 2006
- 『恐るべき子供たち』（ジャン・コクトー、中条志穂共訳、光文社古典新訳文庫） 2007
- 『マルセル・プルースト 失われた時を求めて フランスコミック版』（ステファヌ・ウエ翻案・画、白夜書房） 2007-2008 - ※第1・2巻のみ刊行
  - 『失われた時を求めて フランスコミック版』（祥伝社） 2016-2022
- 『肉体の悪魔』（レイモン・ラディゲ、光文社古典新訳文庫） 2008
- 『愚者（あほ）が出てくる、城寨（おしろ）が見える』（マンシェット、光文社古典新訳文庫） 2009
- 『花のノートルダム』（ジャン・ジュネ、光文社古典新訳文庫） 2010
- 『デ・トウーシュの騎士』（バルベー・ドールヴィイ、ちくま文庫） 2012
- 『消しゴム』（アラン・ロブ＝グリエ、光文社古典新訳文庫） 2013
- 『狭き門』（アンドレ・ジッド、中条志穂共訳、光文社古典新訳文庫） 2015
- 『にんじん』（ジュール・ルナール、光文社古典新訳文庫） 2017
- 『美女と拳銃』（オリヴィエ・プリオル、中条志穂共訳、TAC株式会社出版事業部） 2018
- 『すべては消えゆく マンディアルグ最後の傑作集』（マンディアルグ、光文社古典新訳文庫） 2020
- 『ペスト』（カミュ、光文社古典新訳文庫） 2021
- 『三十棺桶島』（モーリス・ルブラン、光文社古典新訳文庫） 2025

## 出演
- 「浅草キッド 浅草映画研究会」 洋画★シネフィル・イマジカ 2008.10 -
- 100分de萩尾望都（2021年1月2日、NHKE テレ）[4]
- NHK Eテレ『ペスト 100分de名著』